# Shelly (Minnesota)
Shelly é uma cidade localizada no estado americano de Minnesota, no Condado de Norman.

## Demografia
Segundo o censo americano de 2000, a sua população era de 266 habitantes.
Em 2006, foi estimada uma população de 249, um decréscimo de 17 (-6.4%).

## Geografia
De acordo com o United States Census Bureau tem uma área de
0,5 km², dos quais 0,5 km² cobertos por terra e 0,0 km² cobertos por água. Shelly localiza-se a aproximadamente 264 m acima do nível do mar.

## Localidades na vizinhança
O diagrama seguinte representa as localidades num raio de 24 km ao redor de Shelly.